# Google Voice
Google Voice (ранее GrandCentral) — бесплатный интернет-сервис компании Google, который использует передачу голоса по протоколу VoIP с возможностью соединения вместе всех пользовательских телефонных номеров. Сервис GrandCentral был возобновлён как Google Voice с новыми функциями: транскрибированием голосовой почты и управлением SMS.
Google Voice — последний из сервисов «голосовой линейки» Google. К другим услугам Google, использующим голосовые технологии, относится голосовой поиск, а также приостановленные сервисы GOOG-411 и Google Audio Indexing («GAudi»).
Google Voice поддерживается большинством современных мобильных платформ.
28 июля 2009 г. разразился скандал, связанный с исключением приложения Google Voice для iPhone из App Store компании Apple. В принятии решения об исключении этого приложения фигурирует компания AT&T. 16 ноября 2010 г. приложение вернулось в App Store.
На август 2011 года сервис открыт для широкой публики, однако пользователи не из всех стран могут им воспользоваться.
В США Google Voice заработал в августе 2011 г. Он позволяет бесплатно звонить и отправлять SMS на номера внутри страны, а международные звонки в США (из любой другой страны, где доступен сервис Google Voice) стоят по $0,01 за минуту. С октября 2011 г. сервис работает уже в 38 странах. Но в России он пока недоступен, утверждает представитель Google Алла Забровская, — правда, интернет-провайдеры могут настроить оборудование так, что Google примет российского пользователя за жителя другой страны, где эта услуга доступна.

## Критика
Введением сервиса, Google вызвал волну критики со стороны защитников персональных данных, связанную с централизированным хранением и обработкой данных компанией-монополистом.

## Особенности Google Voice
Google Voice сохранил многие сервисы GrandCentral с некоторыми добавлениями.
- Один Google-номер для всех телефонов пользователя.
- Бесплатные звонки и SMS на территории США.
- Международные телефонные звонки по низким тарифам (от $ 0,01 за минуту).
- Фильтрация разговоров. Оповещение о звонке абонента с определением его номера, либо автоматическое отклонение заблокированных номеров.
- Предварительное прослушивание звонящего до начала разговора.
- Блокировка звонков.
- Отправление, получение и сохранение SMS-сообщений в режиме on-line.
- Возможность ответить на входящий вызов по любому из ваших телефонов.
- Распределение телефонов. Возможность установить каким абонентам звонить на какой из ваших телефонов.
- Переадресация звонков.
- Транскрибирование голосового сообщения. Возможность читать сообщения голосовой почты в режиме on-line.
- Прослушивание голосовых сообщений в сети или с телефона.
- Возможность получать уведомления о голосовых сообщениях по электронной почте или SMS.
- Возможность назначить каждому абоненту персонализированное приветствие.
- Возможность пересылать и скачивать голосовое сообщение.
- Конференц-звонок.
- Запись телефонных разговоров и хранение их в Интернете.
- Переключение с телефона на телефон во время разговора.
- Просмотр инбоксов с помощью мобильного устройства/телефона.
- Установка настроек для групп.
- Возможность менять свой номер за дополнительную плату.